# Fischchrattenbach
Der Fischchrattenbach ist ein etwas mehr als zwei Kilometer langer Wildbach an der Nordflanke der Rigi im Kanton Schwyz. Er mündet in den Zugersee und ist somit ein Nebenfluss der Lorze im Flussgebiet der Reuss.
Dem Bachlauf folgt auf der ganzen Länge die Grenze zwischen den Schwyzer Gemeinden Arth im Osten und Küssnacht im Westen. Der Bachgraben ist von Seitenmoränen des eiszeitlichen Fischchratten-Gletschers flankiert, die als Geotop des Kantons Schwyz bezeichnet sind.

## Name
Der Gewässername «Fischchrattenbach» bezieht sich auf den mundartlichen Flurnamen und Hofnamen «Fischchratten» für den Bereich des Seeufers bei der Bachmündung und die Hofsiedlung in der Nähe. Das schweizerdeutsche Wort bedeutet «Fischreuse»; ein «Chratte» ist allgemein ein Korb. Der Name der Örtlichkeit wird damit erklärt, dass beim Mündungsdelta mit dem kiesreichen Seegrund früher wohl besonders viele Fische gefangen werden konnten.

## Geographie

### Verlauf
Der Wildbach entwässert einen breiten, tief eingeschnittenen Graben am steilen Nordhang der Rigi. Der von einem Gletscher geschaffene Einschnitt setzt direkt unterhalb des höchsten Gipfels Rigi-Kulm (1797 m ü. M.) an und beginnt zuoberst in der 200 Meter hohen, durch Felsbänder gestuften Nordwand, wo sich nur bei Niederschlag Wasser sammelt und kein ständiger Bach läuft. Links und rechts von der Felswand ermöglichen schwierige Alpinwanderwege, die den Bachgraben mehrmals queren, den Aufstieg zum Gipfel Rigi-Kulm.
Das Fliessgewässer beginnt erst ungefähr 250 Meter unterhalb des Gipfels im oberen Bereich des Bergwaldes und auf Terrassen über mehreren Felsbändern. Der geologische Aufbau des Rigimassivs besteht aus geschichteten Molasse-Konglomeraten, Sandstein und Mergel mit Lagen, die nach Süden abfallen und somit Grundwasser eher auf die Südseite von Rigi-Kulm in das Einzugsgebiet der Rigiaa ableiten. Die Wasserführung der Bäche im Waldgebiet auf der Nordseite des hohen Voralpenberges hängt von den Niederschlägen ab.
Unterhalb von etwa 1200 m ü. M. verlässt der Fischchrattenbach den Gipfelbereich mit den zahlreichen Felsbändern. Er fliesst durch den tiefen und breiten Graben mit einem gleichbleibenden Sohlgefälle gegen Norden. In der Mitte ist der Bachgraben zwischen «Unter Stock» im Osten und der «Nissegg» im Westen etwa einen Kilometer breit. An einigen Stellen stürzt der Bach über kleine Felsstufen. Im Rorwald nimmt er von links seinen längsten Nebenbach auf. Weil an den steilen Bergflanken durch Erosion, Steinschlag und Murgänge eine erhebliche Gefahr für die Kulturlandschaft am Seeufer besteht, hat der Baumbestand eine Funktion als Schutzwald. Murgänge aus dem Fischchrattenbachtobel verschütteten schon mehrmals die Bahnanlagen am Zugersee.
Unterhalb von «Chuttli» verlässt der Wildbach die Runse und erreicht in der Nähe des Zugersees den 250 Meter breiten, etwas flacheren Uferraum mit dem kleinen, von ihm mit Erosionsmaterial geschaffenen Delta. Im schmalen Uferbereich unter der steilen, bewaldeten «Rigilehne» verlaufen mehrere bedeutende Infrastrukturanlagen mit vier Brücken über den Fischchrattenbach: Dem Seeufer folgt die «Artherstrasse» bzw. «Luzernerstrasse», die ein Abschnitt der nationalen Hauptstrasse 2 von Basel über den Gotthard ist; die Autobahn A4 überquert den Bach auf der langen «Fischchrattenbrücke»; die Gotthardbahn überquert den Bachgraben direkt unter dem Wald in der Nähe des Rickenbachhofs, und im Wald liegt der «Volgisriedweg», ein Flurweg. An dieser Stelle führen drei Hochspannungsleitungen über das Gebiet: die Gotthardleitung und eine Bahnstrom-Freileitung der SBB.
Der etwa 2,3 km lange Lauf des Fischchrattenbachs endet ungefähr 1096 Höhenmeter unterhalb seiner Quelle, er hat somit ein mittleres Sohlgefälle von circa 48 %.

### Einzugsgebiet
Das 1,35 km² grosse Einzugsgebiet des Fischchrattenbachs liegt in den Schwyzer Alpen und wird durch ihn über die Lorze, die Reuss und den Rhein zur Nordsee entwässert.
Es grenzt
- im Osten an das Einzugsgebiet des Witeschrandbachs;
- im Südosten an das des Hinter Rütlibachs;
- im Süden an das Einzugsgebiet des Trebbachs und an das der Rigiaa und
- im Südwesten und Westen an das des Ghürschbachs.

Alle diese Bäche münden in den Zugersee.
Das Einzugsgebiet besteht zu 83,4 % aus bestockter Fläche, zu 11,6 % aus Landwirtschaftsfläche, zu 0,1 % aus Siedlungsfläche und zu 4,9 % aus unproduktiven Flächen.
Die Flächenverteilung
Die mittlere Höhe des Einzugsgebietes beträgt 983,9 m ü. M.